# Kartuzy
Kartuzy es una ciudad de Polonia localizada en la parte norte del país. Kartuzy es la capital del condado de Kartuzy, dentro del voivodato de Pomerania, y en ella habitan 15 390 habitantes (2004).
- Datos: Q640355
- Multimedia: Kartuzy / Q640355

1. ↑  Worldpostalcodes.org,código postal n.º 83-300.